# ایمان افشاریان
ایمان افشاریان (زاده ۱۳۵۳ در شیراز) بازیگر، کارگردان و نویسنده ایرانی سینما، تئاتر و تلویزیون است. وی برای کارگردانی نمایش «جنایت و مکافات» در سی و چهارمین جشنواره بین‌المللی تئاتر فجر جایزه بهترین کارگردانی بخش بین‌الملل را به خود اختصاص داد و نمایش او در دو بخش بازیگری زن و طراحی لباس هم برگزیده شد.

## کارنامه

### نگارش و کارگردانی تئاتر
- نگارش و بازی در نمایش «در دل شب» به کارگردانی «علی صلاحی»، بوشهر؛ ۱۳۷۰
- نگارش و کارگردانی نمایش «سلام سلام من گرگم»، تهران، فرهنگسرای اندیشه؛ ۱۳۷۳
- نگارش و کارگردانی نمایش «زنگوله»، تهران، حوزه هنری؛ ۱۳۷۴
- نگارش و کارگردانی نمایش «به خدا می‌سپارمت»، جشنواره تئاتر دفاع مقدس اردبیل؛ ۱۳۷۶
- کارگردانی نمایش «شاتره»، تهران، تئاترشهر، تالار چهارسو؛ ۱۳۷۶
- نگارش و بازی در نمایش «تک سوار» به کارگردانی «علی وطن‌دوست»، تهران، تئاترشهر، تالارشماره۲؛۱۳۷۷
- کارگردانی نمایش «عود بر آتش»، تهران، تالار مولوی؛ ۱۳۷۷
- کارگردانی نمایش «گرگ آدمی»، تهران، تئاترشهر، تالار چهارسو؛ ۱۳۷۸
- کارگردانی و بازی در نمایش «پیوند خونی»، تهران، تئاترشهر، خانه خورشید؛ ۱۳۸۰
- کارگردانی نمایش «مرگ طبلیه که یه بند صداش بلنده»، تهران، دانشکده سینما تئاتر؛ ۱۳۸۰
- کارگردانی نمایش «ببرکاپیتان»، تهران، تئاترشهر، تالارنو؛ ۱۳۸۲
- نگارش و کارگردانی نمایش «گربه‌های روی بام» ۱۳۸۴ باشگاه ایرانیان دبی
- کارگردانی نمایش سجاده در رکاب با همراهی سیداشرف طباطبایی و حسن زارعی / دبی / باشگاه ایرانیان
- کارگردانی نمایش «جنایت و مکافات»، تهران، عمارت مسعودیه 1394[۳]
- کارگردانی نمایش «فرانکنشتاین»، تهران، تئاترشهر،1398

### بازیگری درتئاتر
- بازی در نمایش «مادینه دیو» به کارگردانی «مجید افشاریان و سیداشرف طباطبایی»، تهران، تئاتر شهر، تالار اصلی؛ ۱۳۷۰
- بازی در نمایش «تبرسین» به کارگردانی «سیداشرف طباطبایی»، تهران، تئاترشهر، تالار اصلی؛ ۱۳۷۰
- بازی در نمایش «تاریکی پرهمهمه» به کارگردانی «ابراهیم ابراهیمی»، تهران، تئاترشهر، تالاراصلی؛ ۱۳۷۰
- بازی در نمایش «قشلاق آخر» به کارگردانی «زهرا سعیدی»، تهران، تئاترشهر، تالار چهارسو؛ ۱۳۷۳
- بازی در نمایش «سایه سمیر» به کارگردانی «سیدیونس آبسالان»، تهران، تالار سنگلج؛ ۱۳۷۳
- بازی در نمایش «و دیگر پهلوانی نبود» به کارگردانی «ابراهیم ابراهیمی» ؛۱۳۷۳
- بازی در نمایش «دلبر» به کارگردانی «بهرام صادقی فریدی»، تهران، تالار رودکی و تالارمولوی؛ ۱۳۷۵
- بازی در نمایش «لازاروس» به کارگردانی «سیروس ابراهیم‌زاده»، سالن چهارسو۱۳۷۶
- بازی در نمایش «آبگوشت زهرماری «به کارگردانی»آرش آبسالان»، تهران، تئاترشهر، تالارچهارسو؛ ۱۳۸۱
- بازی در نمایش «مهاجران» به کارگردانی «حمید پورآذری» ،(جشنواره بین‌المللی تئاتر فجر) و اجرای عموم، تهران، تئاترشهر، تالار کوچک ۱۳۸۳
- بازی در نمایش «ویتسک» به کارگردانی «دکتر مسعود دلخواه» ،(جشنواره بین‌المللی تئاتر فجر)، تهران، تالارمولوی؛ ۱۳۸۳
- بازی در نمایش «ویتسک» به کارگردانی «دکتر مسعود دلخواه»؛ (اجرای عموم)، تهران، تئاترشهر، تالارقشقایی؛ ۱۳۸۴
- بازی در نمایش‌نامه‌خوانی «جان گابریل بورکمن» به کارگردانی «حمید پورآذری»؛ تهران، تئاترشهر؛ ۱۳۸۵
- بازی در نمایش «جولیوس‌سزار» به کارگردانی «دکترمسعود دلخواه»؛ تهران، تالار مولوی؛ ۱۳۸۵
- بازی در تئاتر طوبی به کارگردانی دکتر مسعود دلخواه. تالار مهرحوزه هنری ۱۳۸۶
- بازی در تئاتر در یاچه پنهان به کارگردانی دکترمسعود دلخواه تالار مولوی ۱۳۸۷
- بازی در نمایش یرما به کارگردانی رضا گوران. تالار سایه تئاتر شهر ۱۳۸۷
- بازی در نمایش خانمچه و مهتابی به کارگردانی دکترمسعود دلخواه تالار چهرسو ۱۳۹۱
- بازی در نمایش در خواب به سراغم آمد به کارگردانی ندا هنگامی کارگاه نمایش تئاتر شهر ۱۳۹۰
- بازی در نمایش اتاق ورونیکا به کارگردانی رضا ثروتی، تهران، عمارت مسعودیه 1394[۴]

### نگارش در تلویزیون و سینما
- نگارش تئاتر تلویزیونی «رو به دریا» به کارگردانی «ابوالقاسم معارفی»، شبکه سوم؛ ۱۳۸۱
- نگارش و دستیار کارگردان در فیلم تلویزیونی «پرونده ناتمام» به کارگردانی”کرامت پورشهسواری“؛۱۳۸۲
- نگارش فیلمنامه تله فیلم دزد شب همراه با سوده شرحی ۱۳۸۶
- نگارش تله فیلم بیتابی ۱۳۸۸
- نگارش مجموعه تلویزیونی بازارچه عامو همراه با سوده شرحی ۱۳۸۷
- نگارش تله فیلم میراث همراه با علی دلگشایی ۱۳۸۸ تهیه کننده مجید مظفری
- نگارش تله فیلم بلور باران به کارگردانی شاهد احمدلو ۱۳۸۸
- نگارش تله فیلم آینه‌ای درغبار ۱۳۸۹
- نگارش تله فیلم قشلاق آخر ۱۳۹۰
- نگارش تله فیلم سین هشتم ۱۳۹۰ به کارگردانی سید اشرف طباطبایی
- نگارش تله فیلم روز از نو روزی از نو همراه با علی دلگشایی ۱۳۹۰
- نگارش فیلمنامه سینمایی شهر بازی ۱۳۹۰ به کارگردانی مرتضی آتش زمزم
- نگارش تله فیلم شاطره ۱۳۹۰
- نگارش سریال گلدوسی ۱۳۹۱
- نگارش تله فیلم یحیی ۱۳۹۱ به کارگردانی مهرداد یزدانی
- نگارش تله فیلم چای با بهارنارنج ۱۳۹۱ به کارگردانی محمد جواد مرادی
- نگارش فیلمنامه یادگاری تهیه کننده: جواد ارشاد
- نگارش تله فیلم سین نهم ۱۳۹۰ – کارگردان: سیداشرف طباطبایی
- نگارش تله فیلم سین دهم ۱۳۹۰ – کارگردان: سیداشرف طباطبایی
- نگارش تله فیلم مار و پله همراه با معین شافعی۱۳۹۲
- نگارش تله فیلم خونه پا به تهیه کنندگی سعید مرادی
- نگارش فیلمنامه خاتم شیراز به تهیه کنندگی مصطفی علمی فرد
- بازنویسی سریال روبیک به تهیه کنندگی حسین بخشی پور
- بازنویسی تله فبلم اصلاً جور درنمی آد به کارگردانی مهیار عبدالملکی
- نگارش فیلم سینمایی فردا به همراه مهدی پاکدل به تهیه کنندگی احسان دلاویز
- بازنویسی تله فیلم عکس تکی به تهیه کنندگی حسین بخشی پور
- نویسندگی نمایشنامه‌های رادیویی در اداره کل نمایش رادیو از سال ۱۳۷۷ تا ۱۳۸۲

### تهیه‌کنندگی و کارگردانی
- تهیه و کارگردانی مجموعه تلویزیونی"نم‌نم بارون"؛ شبکه ۱؛ ۱۳۸۴
- تهیه کنندگی، کارگردانی و تدوین تله فیلم"اینجا پرنده بود"؛ ۱۳۸۵ /سیما فبلم/
- تهیه کنندگی تدوین وکارگردانی تله فیلم "دزد شب "۱۳۸۶/ سیما فیلم /
- تهیه کنندگی تدوین وکارگردانی تله فیلم "بی تابی " ۱۳۸۷ / شبکه دو سیما /
- تهیه، تدوین وکارگردانی تله فیلم" آینه‌ای در غبار" ۱۳۸۸ / شبکه دو سیما /
- کارگردانی فیلم داستانی "آخرین فرصت" تهیه کننده: کرامت پورشهسواری ۱۳۸۸
- کارگردانی و ندوین تله فیلم "قشلاق آخر" تهیه کننده: سیداشرف طباطبایی ۱۳۹۰
- کارگردانی و تدوین تله فیلم " شاطره " تهیه کننده: محمدجواد مرادی ۱۳۹۱
- تهیه و کارگردانی تله فیلم " ماروپله " ۱۳۹۲ / شبکه پنج سیما /
- کارگردانی فیلم سینمایی فردا همراه با مهدی پاکدل 1392[۵]
- کارگردانی تله فیلم خاتم شیراز به تهیه‌کنندگی مصطفی علمی فرد ۱۳۹۳
- کارگردانی وتدوین فیلم مستند "جاده سخت " ۱۳۸۳
- کارگردانی و تدوین فیلم مستند "یاد تیته "۱۳۸۸
- کارگردانی فیلم مستند " پیوند از رویا تا واقعیت" ۱۳۹۱
- کارگردانی تله فیلم خونه پا به تهیه کنندگی: سعید مرادی

### بازیگری تلویزیون
- بازی در فیلم سینمایی «علمدار» به کارگردانی «جواد مرادی» ؛۱۳۶۲
- بازی در تله تئاتر «قافله‌سالار» به کارگردانی «عباس افشاریان»، سیمای فارس؛ ۱۳۶۳
- بازی در فیلم «دیر باور» به کارگردانی «اسلامی»، صدا و سیمای مرکز فارس؛ ۱۳۶۴
- بازی در فیلم «آغاز «به کارگردانی» عبدالرضاپیراحمدی»، سیمای مرکز فارس؛ ۱۳۶۵
- بازی در سریال «بهار بود تو بودی «به کارگردانی» مجید افشاریان»، سیمای مرکز فارس؛ ۱۳۶۶
- بازی درتله تئاتر «شاهد پنهان» به کارگردانی «مجید افشاریان»، تولید مرکز شیراز؛ ۱۳۶۸
- بازی در مجموعه تلویزیونی «شب چراغ» به کارگردانی «جمال شورجه»،
- بازی در سریال تلویزیونی «پروانه‌ها می‌نویسند» به کارگردانی «محمد نوری‌زاد» ،۱۳۷۸
- بازی در مجموعه تلویزیونی «کارگران» به کارگردانی «پرستو گلستانی»، شبکه دوم؛ ۱۳۸۲
- بازی در تله فیلم همچون یک رؤیا به کارگردانی محمد علی نجفی ۱۳۸۷
- بازی در تله فیلم راه به کارگردانی کاوه سجادی حسینی ۱۳۸۸
- بازی در تله فیلم سین هشتم به کارگردانی سیداشرف طباطبایی ۱۳۹۱
- بازی در تله فیلم روز از نو روزی از نو به کارگردانی محمد جواد مرادی ۱۳۹۱
- بازی در تله فیلم سین نهم به کارگردانی طباطبایی ۱۳۹۱
- بازی در تله فیلم سین دهم به کارگردانی طباطبایی ۱۳۹۱
- بازی در سریال «جلال الدین» به کارگردانی :آرش معیریان